# Wallücker Willem
| Postkarte ca. 1900 |                     |                          |                          |
| Kursbuchstrecke (DB): | ex 189f (1936)      |                          |                          |
| Kursbuchstrecke: | 193s (1934)         |                          |                          |
| Streckenlänge: | 17 km               |                          |                          |
| Spurweite: | 600 mm (Schmalspur) |                          |                          |
| Maximale Neigung: | 33 ‰                |                          |                          |
| |                     |                          |                          |
| Bundesland: | Nordrhein-Westfalen |                          |                          |
| \| \| 0,0 \| Kirchlengern ⊙ \| Kirchlengern ⊙ \| \| \| 4,4 \| Obernbeck 1909 verlegt ⊙ \| Obernbeck 1909 verlegt ⊙ \| \| \| 4,7 \| Löhne ⊙ \| Löhne ⊙ \| \| \| 5,4 \| Haus Beck⊙ \| Haus Beck⊙ \| \| \| 6,7 \| Mennighüffen ⊙ \| Mennighüffen ⊙ \| \| \| 7,5 \| Holzbrede (nur 1930er) ⊙ \| Holzbrede (nur 1930er) ⊙ \| \| \| 8,1 \| Westscheid ⊙ \| Westscheid ⊙ \| \| \| 8,8 \| Halstern ⊙ \| Halstern ⊙ \| \| \| 10,4 \| Tengern ⊙ \| Tengern ⊙ \| \| \| 13,0 \| Schnathorst ⊙ \| Schnathorst ⊙ \| \| \| 14,8 \| Struckhof (nur 1930er) ⊙ \| Struckhof (nur 1930er) ⊙ \| \| \| 16,5 \| Wallücke ⊙ \| Wallücke ⊙ \| \| \| 16,8 \| Erzgleis ⊙ \| Erzgleis ⊙ \| |                     |                          |                          |
| Kopfbahnhof Streckenanfang (Strecke außer Betrieb) | 0,0                 | Kirchlengern ⊙           | Kirchlengern ⊙           |
| Haltepunkt / Haltestelle (Strecke außer Betrieb) | 4,4                 | Obernbeck 1909 verlegt ⊙ | Obernbeck 1909 verlegt ⊙ |
| Kopfbahnhof Streckenanfang und quer (Strecke außer Betrieb) · Abzweig geradeaus, nach rechts und von rechts (Strecke außer Betrieb) | 4,7                 | Löhne ⊙                  | Löhne ⊙                  |
| Bahnhof (Strecke außer Betrieb) | 5,4                 | Haus Beck⊙               | Haus Beck⊙               |
| Haltepunkt / Haltestelle (Strecke außer Betrieb) | 6,7                 | Mennighüffen ⊙           | Mennighüffen ⊙           |
| Haltepunkt / Haltestelle (Strecke außer Betrieb) | 7,5                 | Holzbrede (nur 1930er) ⊙ | Holzbrede (nur 1930er) ⊙ |
| Haltepunkt / Haltestelle (Strecke außer Betrieb) | 8,1                 | Westscheid ⊙             | Westscheid ⊙             |
| Bahnhof (Strecke außer Betrieb) | 8,8                 | Halstern ⊙               | Halstern ⊙               |
| Bahnhof (Strecke außer Betrieb) | 10,4                | Tengern ⊙                | Tengern ⊙                |
| Bahnhof (Strecke außer Betrieb) | 13,0                | Schnathorst ⊙            | Schnathorst ⊙            |
| Haltepunkt / Haltestelle (Strecke außer Betrieb) | 14,8                | Struckhof (nur 1930er) ⊙ | Struckhof (nur 1930er) ⊙ |
| Bahnhof (Strecke außer Betrieb) | 16,5                | Wallücke ⊙               | Wallücke ⊙               |
| Betriebs-/Güterbahnhof Streckenende (Strecke außer Betrieb) | 16,8                | Erzgleis ⊙               | Erzgleis ⊙               |

Der Wallücker Willem (eigentlich: Wallückebahn) war eine von 1897 bis 1937 betriebene Kleinbahn zwischen den ostwestfälischen Orten Kirchlengern und Oberlübbe (heute Gemeinde Hille). Sie hatte eine Spurweite von 600 mm und diente dem Gütertransport und dem Personenverkehr.

## Geschichte
Der Georgs-Marien-Bergwerks- und Hüttenverein (GMBHV) in Georgsmarienhütte bei Osnabrück veranlasste 1896 den Bau der Kleinbahn, um das im Steinbruch von Wallücke bei Oberlübbe (heute nahe der Gemeindegrenze zur Stadt Bad Oeynhausen) gewonnene Eisenerz abtransportieren zu können. Die Kreise Herford und Lübbecke unterstützten den Bau finanziell und erlaubten den Verlauf überwiegend entlang der Kreischausseen, machten aber zur Bedingung, dass die Bahn auch anderweitigem Güter- und dem örtlichen Personenverkehr dienen sollte.
Die Bahnstrecke führte über das Gebiet der heutigen Gemeinde Hüllhorst (Struckhof, Schnathorst, Tengern) und der Stadt Löhne (Halstern bis Obernbeck) nach Kirchlengern, wo sie Anschluss an die Bahnstrecke Löhne–Rheine fand. Am 25. September 1897 wurde die Bahn eingeweiht. In Löhne bestand ein Stichgleis bis zur Werrebrücke, um im Personenverkehr in die Nähe des auf der anderen Werreseite liegenden Staatsbahnhofes Löhne an der Bahnstrecke Hamm–Minden zu gelangen.
Da sie die bisherige Abgeschiedenheit der anliegenden Ortschaften verringerte und mit einer Geschwindigkeit von höchstens 25 km/h sehr gemütlich und ungefährlich daherkam, erreichte die Bahn schnell eine große Beliebtheit bei der Bevölkerung und erhielt den Kosenamen „Wallücker Willem“. Außer den genannten Haltepunkten gab es auch einige Bedarfshaltestellen. Die Bahnhöfe und Haltestellen lagen meistens in der Nähe von Gaststätten, weil so die Gastwirte den Fahrkartenverkauf übernehmen konnten. Jährlich wurden 15.000 t –20.000 t Erz befördert, die Zahl der Reisenden stieg von 50.000 pro Jahr auf 125.000. 
1909 wurde die Strecke im Bereich Löhne verlegt, so dass die Stichstrecke zum Bahnhof sich von 700 m auf 100 m verkürzte. Das erleichterte den Betrieb, da bei Personenzügen die Lokomotiven nicht umsetzten, sondern beim Befahren des Stichgleises jeweils eine Fahrt geschoben wurde. 
Da der Erzabbau 1917 eingestellt wurde, beantragte die GMBHV die Stilllegung. So kam es von 1923 bis 1925 zu einer Einstellung des Betriebes. Eine neu errichtete Kreisgesellschaft Wallückebahn der Kreise Lübbecke, Herford und Minden übernahm 1925 den Betrieb bis am 25. November 1937 endgültig der Betrieb der Kleinbahn wegen mangelnder Wirtschaftlichkeit eingestellt wurde.
Zwischen Kirchlengern und Löhne führt der Else-Werre-Radweg streckenweise über den alten Bahndamm. Am Endpunkt der Strecke bei Wallücke veranschaulicht eine Informationstafel die Geschichte der Bahn. Eine weitere Schautafel sowie ein kurzes Gleistück befinden sich am Ort der ehemaligen Haltestelle Obernbeck an der Kreuzung des Wallücker Bahnwegs mit der Bahnhofstraße. 

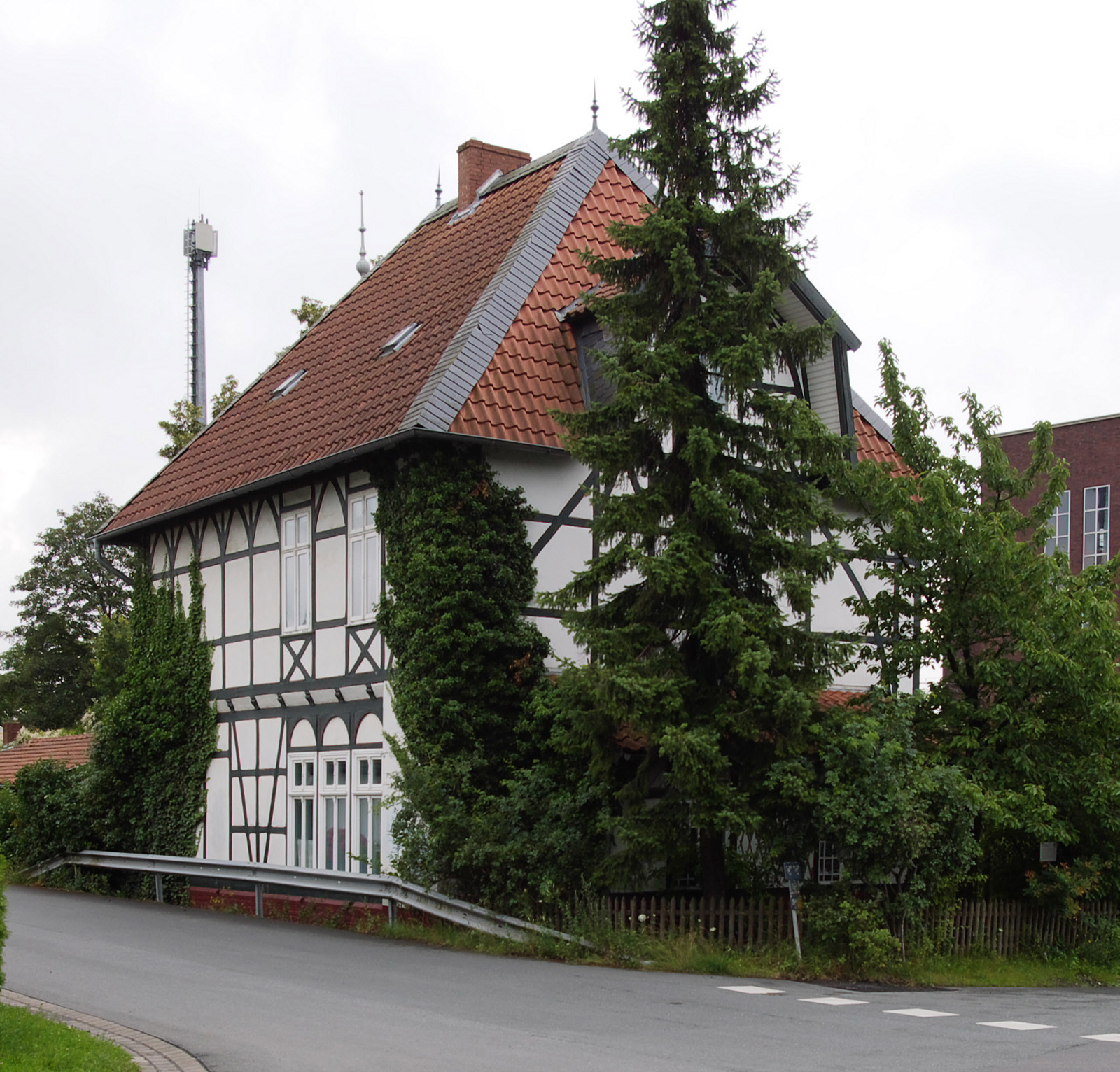
Ehemaliges Bahnhofsgebäude Kirchlengern (Straßenansicht)
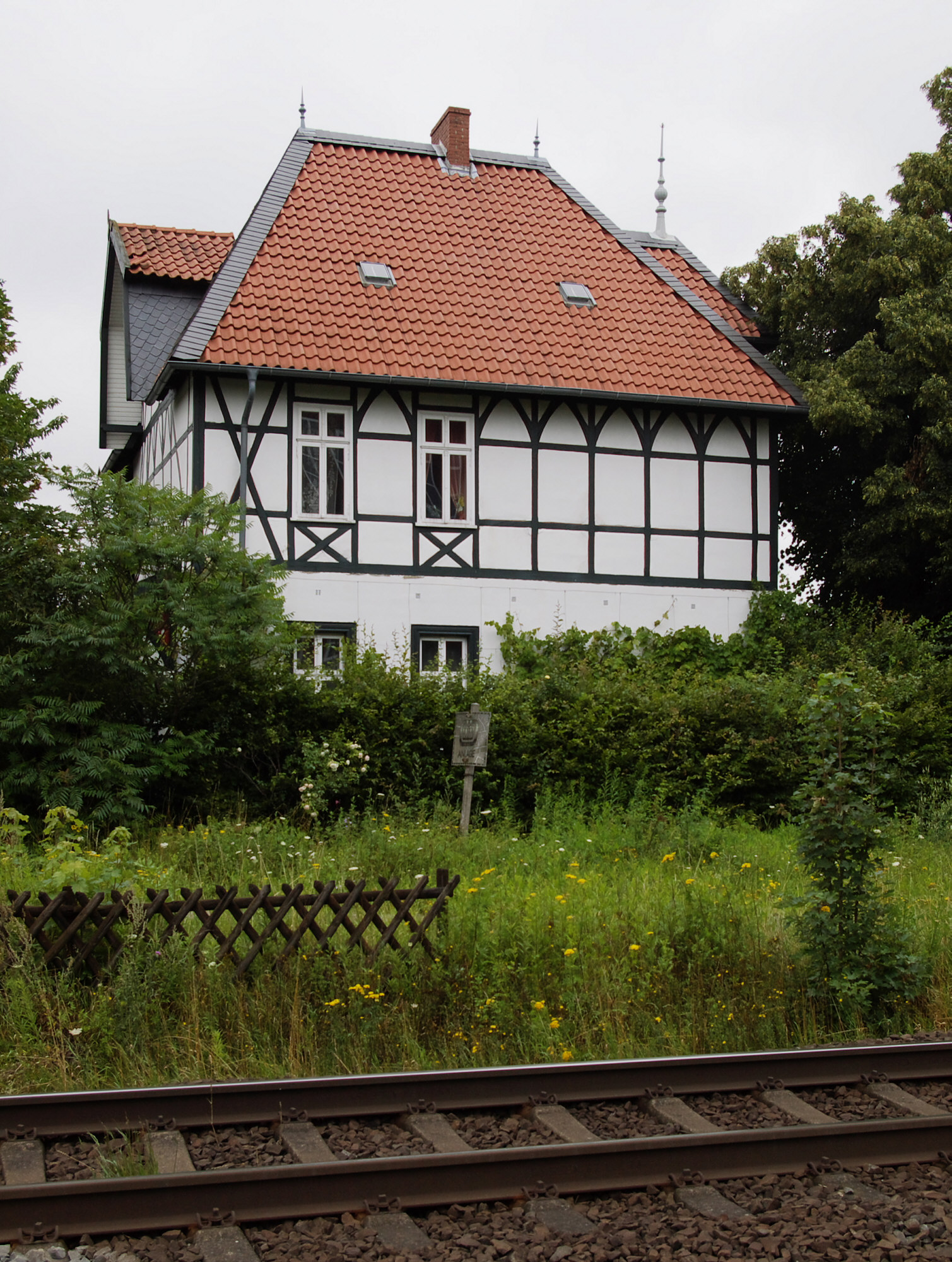
Ehemaliges Bahnhofsgebäude Kirchlengern (Streckenansicht)
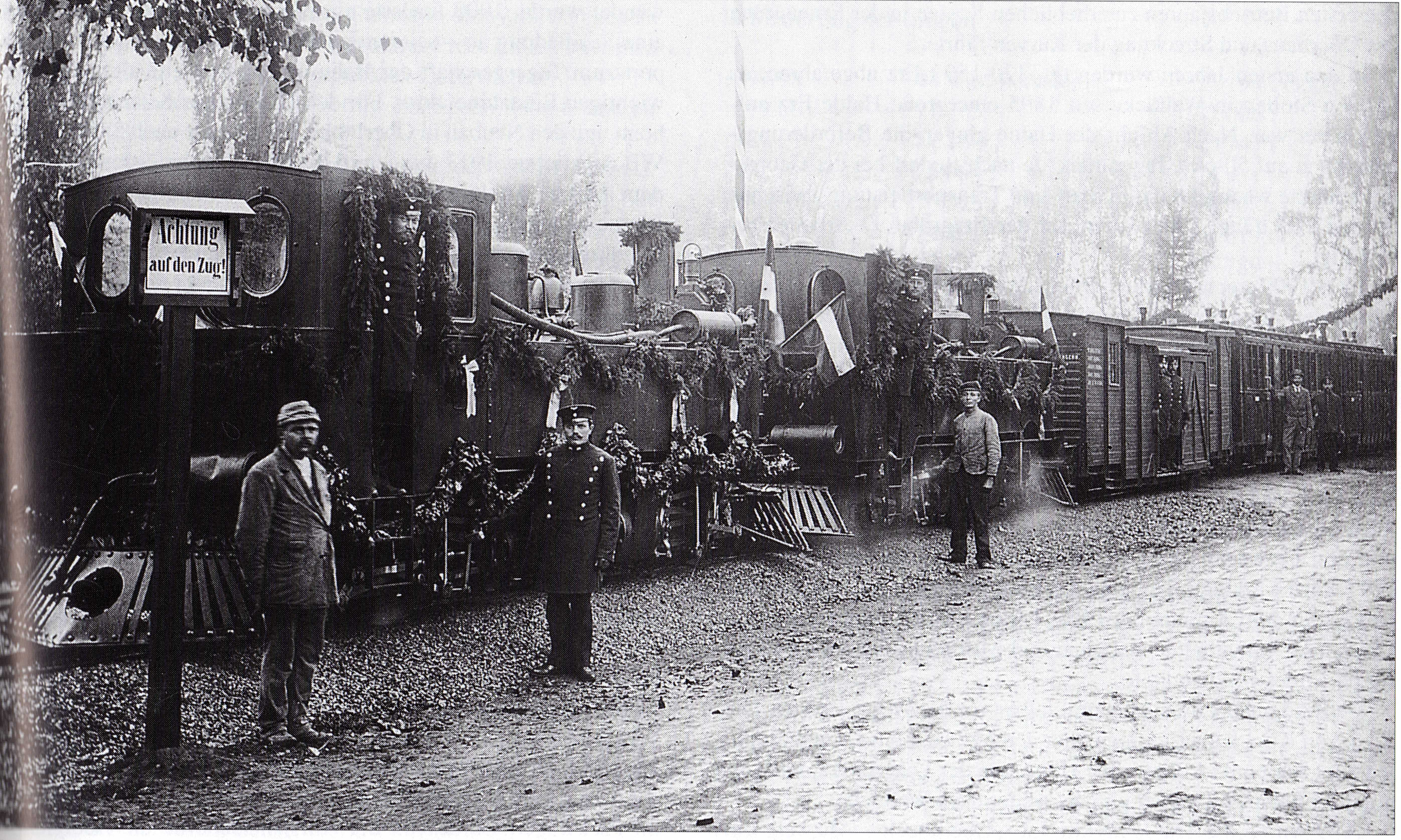
Erste Fahrt der Wallückebahn am 29. September 1897
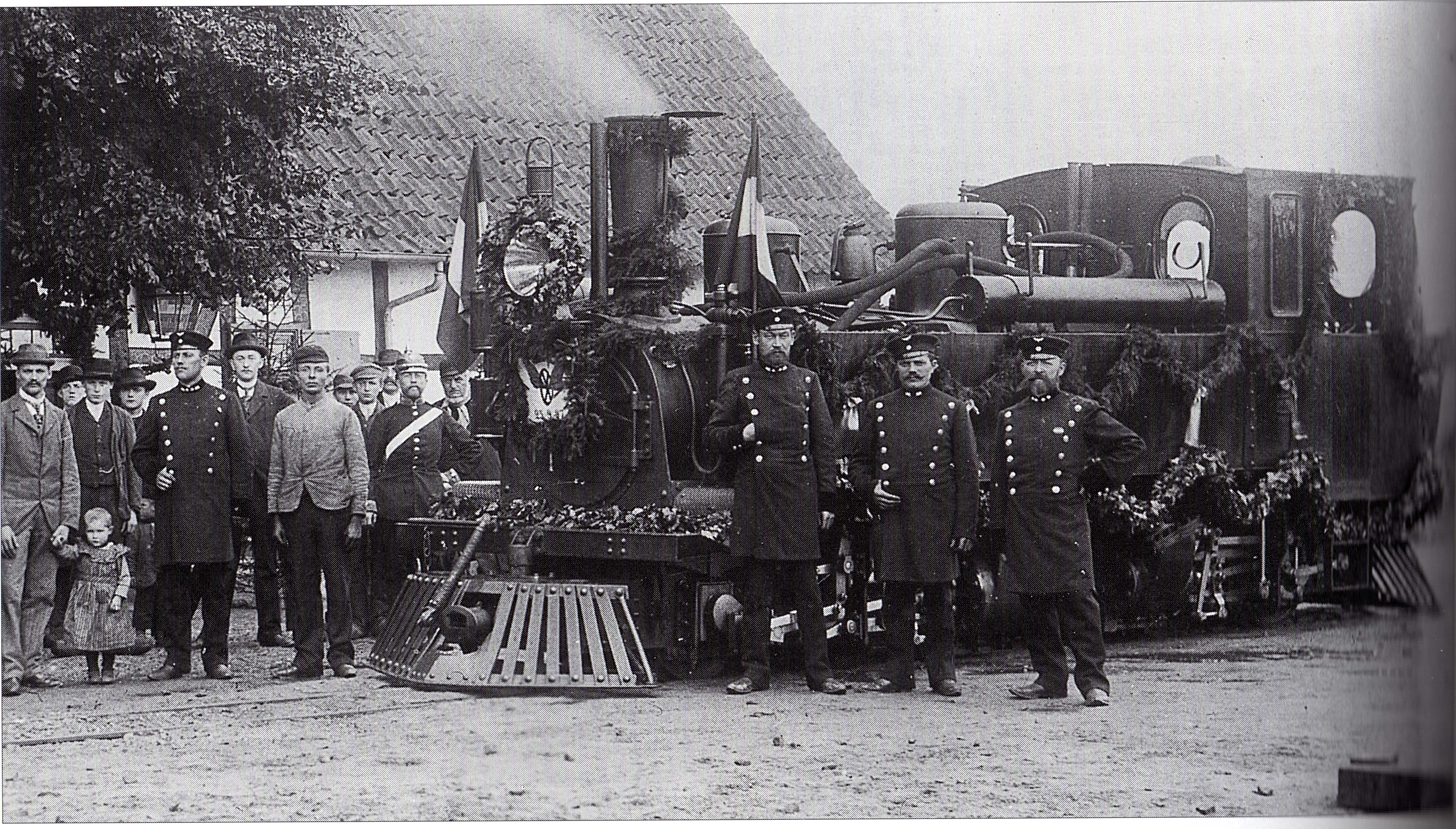
Lok 1 am Eröffnungstag